# 吳文獻事件
吳文獻事件，是1966年1月9日中國人民解放軍空軍擊落中華民國空軍軍機的事件。

## 經過
1966年1月8日夜，福建沿海中國人民解放軍某守备师船运队一艘编号为“F-131”小登陆艇从福建省马尾装运物资前往霞浦，物资包括柴油、地圖、槍隻、彈藥等，艇上共有十人。其中吴文献（19歲）、吴珍加（20歲）、吴春富（21歲）开枪击毙艇长甘久郎（30歲）、魏獻美（27歲）、陳振新（25歲）等三人，在格鬥中張正慶、許忠義、施林嶽、楊保等其他四人也中彈死亡。吴文献、吴珍加、吴春富将登陆艇驶至马祖，三人被中華民國政府以反共義士的身份相待，並計劃於次日以專機接往台灣。中國人民解放軍福州軍區1月8日深夜获知，中華民國将在次日派出专机搭载空军情报署人员，到马祖迎接三人，並將舉辦歡迎大會，將有記者進行現場報導，准备大造声势，於是該軍區在1月9日凌晨5时许将派战机狙击的作战计划上報中央军事委員會。1月9日早晨，中央军委批准了作战方案，中國共產黨中央委員會副主席兼中華人民共和国国务院总理周恩来指示中國人民解放軍空軍，有把握、有利就打掉它，没有把握也不是非打不可，总之不要吃亏。
1966年1月9日上午，中華民國空军从台湾派出一架C-47运输机到马祖接吴文献、吴珍加及吴春富三人。飞机於8时37分飞抵马祖，但由於降落时被大侧风吹离跑道，经飞行员修正后又冲到跑道旁的草地上，机翼擦地损伤，无法执行任务。中華民國國軍又从嘉义救护机中队派出一架HU-16（SA-6）信天翁式水陆两用机前往，中午12时11分降落马祖；另安排嘉义基地的第4大队第22中队两架F-100A战斗机护航。15时35分，HU-16专机载著吴文献、吴珍加及吴春富三人、记者、中華民國空军情报官从马祖起飞，準備回到台灣。15时41分至15時43分，福州机场两组四架中國人民解放軍空军第24师飞机先后起飞，副大队长李纯光、副中队长胡英法驾驶歼-5双机为第一梯队，飞行员沈学礼、杨才兴驾驶歼-6双机为第二梯队兼掩护。15时51分，歼-5僚机胡英法发现该专机，立即报告长机李纯光和地面指挥所。按照“谁先目视敌机，谁就有优先交战权”的规则，胡英法加速进入攻击航线。在高空掩护的两架歼-6也调整航向，遠离HU-16，中華民國空军F-100戰鬥機被作战司令部调开，直接去拦截这两架诱敌的歼-6。胡英法多次攻击未果，李纯光随即对HU-16三次进入开火，分别击中左发动机、尾部、右翼根，HU-16专机坠海。专机上共有十七人，全部丧生。之後，中華民國軍方出动30多架次战机和多艘军舰搜寻，均無所獲。
除了台灣軍方派出的飛機之外，台灣媒體也有包機前往馬祖採訪，該包機返回台灣前，機場塔台告訴該機駕駛練振綱「後面有人」，練振綱知道此為有「匪機」之意。因當時馬祖機場無夜航設備，該包機在機場等待後，只好於日落前起飛，並更改航路向北繞道。包機安全返台後，練振綱才知道載有「反共義士」的專機被擊落的消息。
時任中華民國行政院院長嚴家淦與中華民國國防部部長蔣經國在中華民國立法院就整件事件作秘密報告，中華民國監察院也要求中華民國國防部就為何將護送吳文獻等人的戰鬥機調走作出合理解釋。
新華社與中央社當時均有報導此一事件。中華人民共和國新華社報導，中國人民解放軍空軍飛機於1966年1月9日下午曾在華東沿海擊落一架美製的台灣飛機，該機被擊落後墜入海中，但報導沒有說明這架飛機的型號。中華民國中央社將此事件斥為謀殺反共義士。人民日報報導，時任中國国务院副总理兼国防部长的林彪颁发嘉奖令，表扬九日下午在华东地区上空击落美制蒋机一架的空军部队。

## 相關文藝作品
在都梁所著小说《亮剑》第三十一章中，吴文献以吴连生之名登场，事迹大体与历史类似。小说中说，吴连生因为与排长发生冲突，而借着随排长出海运送物资的机会，杀死排长投奔马祖。